# 중력장

뉴턴의 만유인력 법칙에 의해 결정되는 일차원적 중력장은 각 입자마다 와 같이 계산할 수 있다.

중력장(重力場, 영어: gravitational field)은 중력의 존재를 설명하기 위한 물리학적 모형이다. 피에르시몽 라플라스는 중력을 복사장(radiation field)이나 유체와 비슷하게 다루는 모형을 수립하려 시도하였고, 19세기의 이러한 시도 이후 중력은 역학에서 뉴턴 식의 단순한 '질점들 사이의 인력' 모형보다는 장의 개념으로 다루어지게 되었다.
중력장 모형에서는 '두 입자는 서로를 끌어당긴다'는 설명보다는 '입자들이 그 주변 시공간의 성질을 바꾼다'고 표현하는 것이 더 합당하며, 이러한 작용은 바로 물리학적 힘으로 인지되고 측정된다. 일반상대성이론에서 물질의 이동은 시공간의 휘어짐에 따라 발생하며, 이러한 관점에서 '중력'이라는 별도의 힘은 없거나 관성력과 동등한 것으로 취급된다.

## 고전역학에서 중력장

중력 퍼텐셜은 중력장을 발생시키는 각 입자마다의 퍼텐셜 의 합으로 표현된다.

고전역학에서 중력장은 실재하는 것은 아니며, 중력의 효과를 기술하기 위해 도입된 모형에 불과하다. 중력장은 질량을 가진 입자들의 위치와 뉴턴의 만유인력의 법칙에 의해 결정된다. 예로 하나의 입자에 의한 중력장은 이 입자 방향을 향하는 벡터들로 구성된 벡터장이 되고, 공간상의 모든 점에서 그 크기는 만유인력의 법칙에 따라 계산할 수 있다. 임의 수의 입자에 의한 중력장은 중첩의 원리에 의해 계산되며, 다음과 같이 수학적으로 표현된다.
{\displaystyle {\vec {g}}({\vec {r_{0}}})=\sum _{i}Gm_{i}{\frac {-({\vec {r_{0}}}-{\vec {r_{i}}})}{|{\vec {r_{0}}}-{\vec {r_{i}}}|^{3}}}}
여기서 G는 중력상수, {\displaystyle m_{i}} 와 {\displaystyle {\vec {r_{i}}}}는 각 질점들의 질량과 위치벡터이다.

### 중력장의 특성
먼저, 이 장에 회전을 취할 경우 0이 된다.
{\displaystyle \nabla \times \mathbf {g} =0.}
따라서 중력장은 보존적(conservative)이므로 공간상의 각 점마다 적당한 단위 질량 당 위치 에너지, 즉 중력 퍼텐셜을 생각할 수 있다. 또, 이 장에 발산을 취할 경우,
{\displaystyle \nabla \cdot \mathbf {g} =-4\pi G\rho .}
와 같은 식을 얻게 된다.(가우스의 중력 법칙 - 미분 형태) 여기서 {\displaystyle \rho }는 각 점의 질량 밀도이다. 이 식을 적분하고 발산 정리를 적용하면,
{\displaystyle \oint _{\partial V}\mathbf {g} \cdot d\mathbf {A} =-4\pi GM.}
을 얻는다.(M은 ∂V에 둘러싸인 영역에 포함되는 총 질량) 이 식은 '가우스의 중력 법칙(적분 형태)'이라고도 불린다. 거꾸로 이 식에서 뉴턴의 만유인력의 법칙을 유도할 수도 있다. 이와 같은 성질들은 전자기학에서 다루는 전기장도 비슷한 형태로 공유하는 것으로, 역제곱 법칙에 따라 결정되는 장들의 보편적인 성질이다.

### 중력 가속도와 중력장
중력장의 크기는 가속도와 동일한 물리학적 차원을 갖는다. 실제로 여러 경우 뉴턴적 모델에서 어떤 물체의 중력 가속도와 그 물체가 영향을 받는 중력장은 같은 형태를 가진다. 하지만 개념적으로 이 둘은 구분되는 것으로, 중력 가속도의 경우 물체가 중력의 영향으로 가속 운동을 할 때 주어지는 것이나 중력장의 경우 영향을 받는 물체가 없어도 공간 상의 점마다 주어져 있는 것이다.

## 일반상대론에서 중력장
일반상대성이론에서 중력장은 아인슈타인 방정식의 해로 결정된다. 중력장이 결정되면 이는 그 자체로 시공간의 곡률을 반영하는 물리량이 된다. 이 방정식에서 주목할 만한 점은 해가 공간상의 물질과 에너지의 분포에 따라 결정된다는 것이다. 반면 이상에서 다룬 고전역학적 중력장 모델에서 중력장은 물질의 분포에 따라서만 결정된다.

## 중력의 속력
중력의 속력(Speed of gravity)이라는 개념은 중력 가속도와 전혀 다른 개념으로, 중력장의 변화가 전파되는 속력을 의미하며. 이는 가상적인 중력파의 속력과 같다. 일반상대론에서 중력 속력은 진공에서 빛의 속력인 c와 같다.

## 같이 보기
- 만유인력의 법칙
- 중력
- 중력파
- 중력 가속도
- 중력 퍼텐셜
- 전기장
- 자기장